# Marleen Renders
Marleen Renders (Diest, 24 december 1968) is een Belgische voormalige atlete (middellange- en langeafstandsloopster). Ze was meervoudig Belgisch kampioene op diverse afstanden en liep in haar sportcarrière vijfmaal een Belgisch record, waarvan er drie nog niet verbroken zijn (peildatum febr. 2025).

## Biografie
Haar grootste overwinningen behaalde Renders op de marathon. Zo won ze de marathon van Berlijn in 1998 en de marathon van Parijs in 2000 en 2002. In 2002 liep ze in Parijs een parcours- en tevens Belgisch record van 2:23.05. In 1995 won ze ook de marathon van Antwerpen in 2:31.26.
Bovendien was Renders succesvol in korte wegwedstrijden. Zo won ze in 1996 de Zevenheuvelenloop (15 km) in 50.09 en in 2003 de City-Pier-City Loop (halve marathon) in Den Haag in 1:09.54. Ze was in totaal negenmaal de snelste in de 20 km van Brussel (1996-2004).
Renders won in 1997, 1998 en 1999 de Gouden Spike, een Belgische prijs die wordt uitgereikt aan de beste atleet en atlete van het afgelopen jaar. Ze deed ook mee aan het tweede seizoen van het tv-programma Eeuwige Roem, waar ze won.
Renders is getrouwd en heeft drie dochters.

## Belgische kampioenschappen
| onderdeel      | jaar                                     |
| -------------- | ---------------------------------------- |
| 3000 m         | 1987                                     |
| 5000 m         | 1995, 1996                               |
| 10.000 m       | 1988, 1994, 1997, 1998, 1999, 2000, 2003 |
| halve marathon | 1994, 1995, 1998                         |

## Persoonlijke records
Baan
| Onderdeel | Prestatie       | Datum           | Plaats  |
| --------- | --------------- | --------------- | ------- |
| 3000 m    | 9.03,64 (ex NR) | 1987            | Brussel |
| 5000 m    | 15.19,20        | 7 augustus 1999 | Hechtel |
| 10.000 m  | 31.03,60 (NR)   | 5 augustus 2000 | Heusden |

Weg
| Onderdeel      | Prestatie     | Datum         | Plaats      |
| -------------- | ------------- | ------------- | ----------- |
| 10 km          | 31.23 (ex-NR) | 6 juli 1999   | Tessenderlo |
| 10 mijl        | 52.59         | 11 mei 2002   | Bern        |
| 20 km          | 1:06.58       | 27 april 2003 | Hamburg     |
| halve marathon | 1:08.56 (NR)  | 23 maart 2002 | Den Haag    |
| 30 km          | 1:41.47       | 27 april 2003 | Hamburg     |
| marathon       | 2:23.05 (NR)  | 7 april 2002  | Parijs      |

## Prestaties

### 3000 m
- 1987:  BK AC - 9.03,64

### 5000 m
- 1995:  BK AC - 15.49,46
- 1996:  BK AC - 15.46,92
- 1996: 6e Meeting in Bolzano - 16.17,4
- 1998: 6e Meeting in Bern - 16.14,9
- 2002: 4e Meeting in Bern - 15.58,6
- 2002: 7e Meeting in Bern - 16.39,2
- 2005: 13e Meeting in Korschenbroich - 16.40

### 10.000 m
- 1986:  WK junioren - 33.59,36
- 1987: 12e WK - 32.12,51
- 1988: 13e in series OS - 32.11,49
- 1988:  BK AC in Brussel - 33.00,6
- 1994:  BK AC - 32.56,55
- 1995: 17e WK - 32.47,46
- 1997:  BK AC in Sint Lambrechts Woluwe - 32.29,37
- 1997: 12e in series WK - 33.02,37
- 1998:  BK AC in Jambes - 32.01,80
- 1999:  BK AC in Seraing - 32.31,07
- 1999: 9e WK - 31.51,21
- 2000: 4e Meeting in Heusden - 31.03,60
- 2000:  BK AC in Seraing - 32.01,79
- 2000: DNF OS
- 2003:  BK AC in Ninove - 33.01,71

### 10 km
- 2002:  10 km van Tessenderlo - 32.18
- 2004: 7e Tilburg Ten Miles - 33.49
- 2004:  Zwitserloot Dak Run - 34.24

### 15 km
- 1995: 5e 15 km van Tampa - 49.44
- 1996:  Zevenheuvelenloop - 50.09
- 1997:  Zevenheuvelenloop - 50.06
- 1998: 4e 15 km van Alphen aan den Rijn - 50.24
- 1999:  15 km van Hasselt - 48.58
- 1999: 6e Zevenheuvelenloop - 51.09
- 2000: 5e 15 km van La Courneuve - 49.53
- 2001:  Montferland Run - 52.17

### 10 Eng. mijl
- 1996: 6e Dam tot Damloop - 54.05
- 1999:  Antwerp 10 Miles - onbekend
- 2000:  Antwerp 10 Miles - onbekend
- 2000:  Flint - 53.25
- 2000:  Grand Prix von Bern - 54.53,6
- 2001:  Heerlen - 55.31
- 2002:  Grand Prix von Bern - 52.58,7

### 20 km
- 1996:  20 km van Brussel - 1:03.57[1]
- 1997:  20 km van Brussel - 1:03.32[1]
- 1998:  20 km van Brussel - 1:05.07[1]
- 1999:  20 km van Brussel - 1:10.25
- 2000:  20 km van Brussel - 1:00.07[1]
- 2001:  20 km van Brussel - 1:10.48
- 2002:  20 van Alphen - 1:07.20
- 2002:  20 km van Brussel - 1:07.46
- 2003:  20 van Alphen - 1:08.57
- 2003:  20 km van Brussel - 1:08.54
- 2004:  20 km van Brussel - 1:10.45

### halve marathon
- 1994:  BK AC in Hulshout - 1:11.08
- 1994: 8e WK in Oslo - 1:10.33
- 1995:  BK AC in Beveren - 1:12.13
- 1995: 13e WK in Belfort - 1:11.52
- 1997:  halve marathon van Egmond - 1:13.55
- 1997:  halve marathon van Berlijn - 1:10.37
- 1997: 7e halve marathon van Lissabon - 1:12.20
- 1997: 5e Great North Run - 1:10.56
- 1998: 7e halve marathon van Egmond - 1:14.19
- 1998:  BK AC in Nijlen - 1:11.43
- 1998:  halve marathon van Berlijn - 1:10.04
- 1999: 6e halve marathon van Egmond - 1:12.58
- 2001:  halve marathon van Lissabon - 1:12.40
- 2001: 5e Great North Run - 1:10.43
- 2002:  City-Pier-City Loop - 1:08.56
- 2002: 8e WK in Brussel - 1:09.40
- 2003:  City-Pier-City Loop - 1:09.54
- 2005: 4e Greifenseelauf - 1:12.11

### marathon
- 1995:  marathon van Antwerpen - 2:31.26
- 1995:  marathon van Reims - 2:28.57
- 1996:  marathon van Berlijn - 2:27.42
- 1996: 25e OS in Atlanta - 2:36.27
- 1997:  marathon van Rotterdam - 2:25.56
- 1997:  marathon van Berlijn - 2:26.18
- 1998: 4e Londen Marathon - 2:27.30
- 1998: 5e EK in Boedapest - 2:29.43
- 1998:  marathon van Berlijn - 2:25.22
- 1999:  marathon van Berlijn - 2:23.58
- 2000:  marathon van Parijs - 2:23.44
- 2000: DNF OS in Sydney
- 2001: 18e WK in Edmonton - 2:33.25
- 2001: 11e Londen Marathon - 2:28.31
- 2001:  marathon van Amsterdam - 2:29.31
- 2002:  marathon van Parijs - 2:23.05
- 2002: DNF EK in München
- 2003: 4e marathon van Hamburg - 2:28.31
- 2005:  marathon van Frankfurt - 2:26.26

### veldlopen
- 1987: 134e WK (lange afstand) - 19.26
- 1994: 38e EK (lange afstand)
- 1996: 39e EK (lange afstand)
- 1997: 34e EK (lange afstand)

## Onderscheidingen
- 1987: Grote Feminaprijs van de KBAB
- 1997: Gouden Spike
- 1998: Gouden Spike
- 1999: Gouden Spike
- 1999: Vlaams Sportjuweel

1982 Annie Lambrechts · 1983 Eddy Annys · 1984 Ingrid Berghmans · 1985 niet uitgereikt · 1986 William Van Dijck · 1987 Wim Van Belleghem · 1988 Robert Van de Walle · 1989 niet uitgereikt · 1990 Ulla Werbrouck · 1991 Sabine Appelmans · 1992 Annelies Bredael · 1993 Gella Vandecaveye · 1994 Brigitte Becue · 1995 Fred Deburghgraeve · 1996 Luc Van Lierde · 1997 Stefan Everts · 1998 Sven Nys · 1999 Marleen Renders · 2000 Filip Meirhaeghe · 2001 Kim Clijsters · 2002 Kim Gevaert · 2003 Benny Vansteelant · 2004 Gino De Keersmaeker · 2005 Kathleen Smet · 2006 Tia Hellebaut · 2007 estafetteploeg 4x100m dames · 2008 Kenny De Ketele · 2009 Tom Goegebuer · 2010 Cédric Van Branteghem · 2011 Evi Van Acker · 2012 Hans Van Alphen and Marieke Vervoort · 2013 Frederik Van Lierde · 2014 Bart Swings · 2015 Jaouad Achab · 2016 Peter Genyn · 2017 Seppe Smits · 2018 Nina Derwael · 2019 Emma Meesseman · 2020 niet uitgereikt · 2021 Belgische hockeyploeg (mannen) · 2022 Remco Evenepoel  · 2023 Lotte Kopecky